# NGC 61
NGC 61 est constitué de deux galaxies lenticulaires, PGC 1083 et PGC 1085. Elles sont situées dans la constellation de la Baleine.

## Caractéristiques
La base de données NASA/IPAC désigne les galaxies PGC 1083 et PGC 1085 comme NGC 61A et NGC 61B. C'est probablement PGC 1083 qui a été observée par William Herschel en  1785, car c'est la plus brillante des deux. Comme ces deux galaxies sont à peu près à la même distance, elles sont probablement en interaction gravitationnelle.
La vitesse de NGC 61 par rapport au fond diffus cosmologique est de 7 599 ± 36 km/s, ce qui correspond à une distance de Hubble de 112,1 ± 7,9 Mpc (∼366 millions d'al).